# ۲۶ زرافه
۲۶ زرافه یک ستاره است که در صورت فلکی زرافه قرار دارد.